# Rovnoběžníková náprava

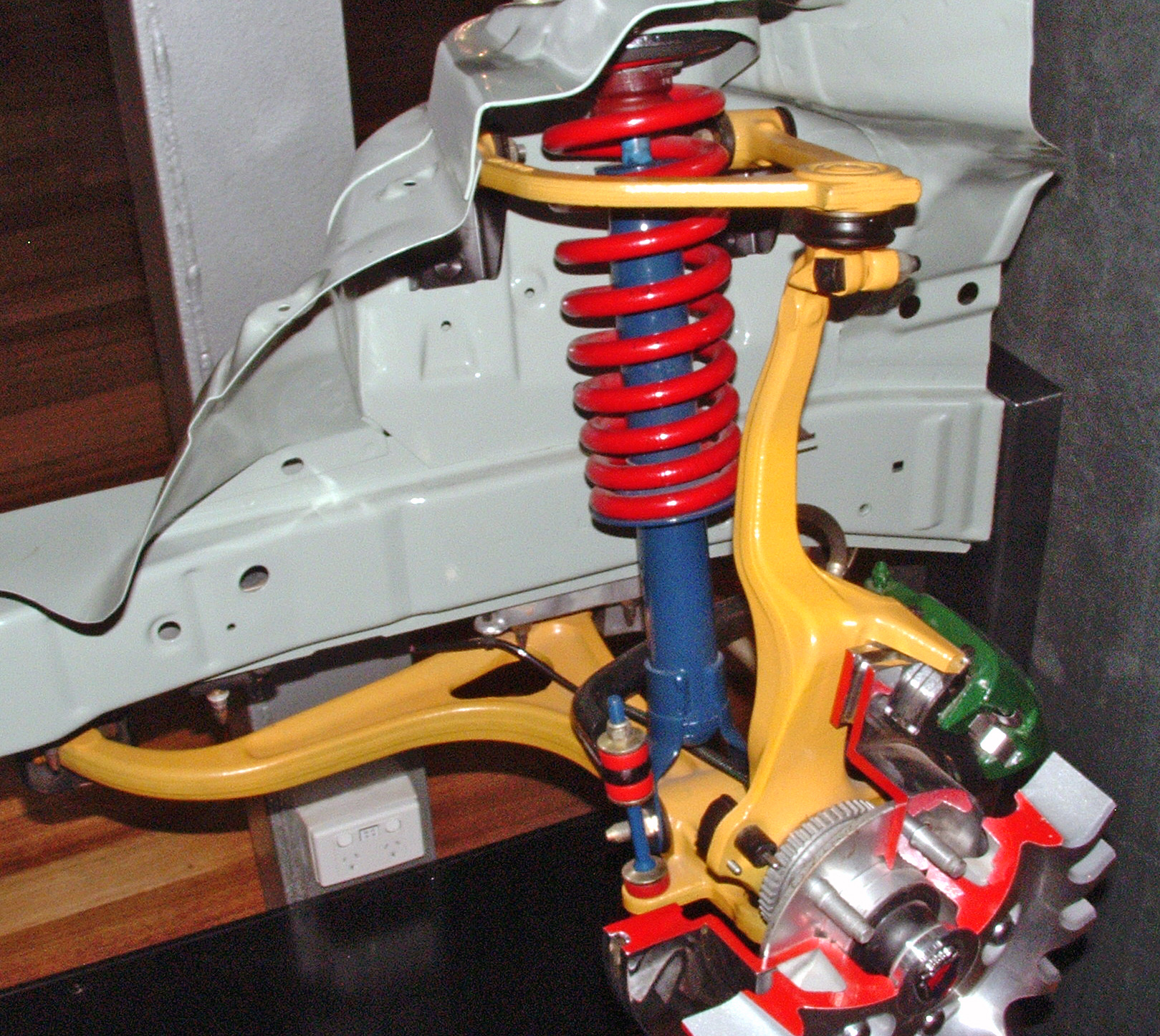
Ramena a svislá vzpěra jsou natřeny žlutě

Rovnoběžníková náprava (případně též "náprava se dvěma A-rameny", "náprava s horním a dolním A-ramenem") je konstrukce automobilové nápravy pro nezávislé odpružení, používající pro připojení závěsu kola dvě rovnoběžná A-ramena. Každé rameno (v polonápravě) má dva montážní body ve skeletu a jeden v závěsu kola. Pro ovlivňování svislého pohybu se používá tlumič pérování a vinutá pružina. Rovnoběžníková náprava umožňuje konstruktérům vozidel pečlivě ovládat pohyb kola po jeho dráze, při dodržení parametrů jako je odklon kola, záklon rejdového čepu, sbíhavost kol, střed naklánění, poloměr řízení, tření atd.

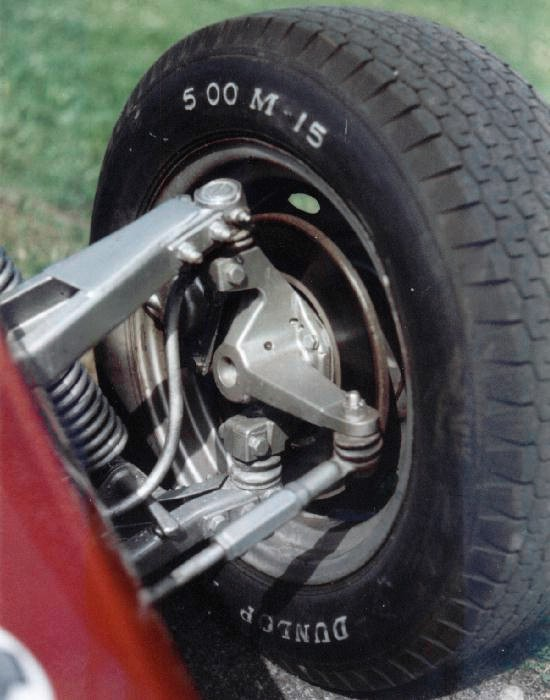
Rovnoběžníková náprava

Rovnoběžníková náprava může být též označována jako dvojité A-rameno. Pokud mají horní a dolní rameno různou délku, jedná se o lichoběžníkovou nápravu.
Lichoběžníkové nápravy jsou velmi časté jako přední nápravy pro vozy střední až vyšší třídy, jako je Honda Accord nebo Chrysler 300, vozy kategorie pick-up, SUV, a velmi často se objevují u sportovních a závodních automobilů.
Jednoduché A-rameno se také často používá v různých dalších typech náprav, jako je náprava MacPherson nebo Chapmanova náprava
Náprava se skládá ze dvojice horního a dolního ramena. Horní rameno je obvykle kratší, aby se zajistil záporný odklon kola při jeho poklesu (vzdálení od karoserie). Je-li vozidlo v zatáčce, náklon karoserie se projeví kladným odklonem vnějšího kola. Vnější kolo však také poklesne, čímž získá záporný odklon díky kratšímu ramenu. Konstruktéři nápravy se pokouší vyvážit tyto dva efekty, aby udrželi pneumatiku kolmo k zemi. To je zvlášť důležité pro vnější pneumatiku, protože se na ni v zatáčce přenáší váha.
Mezi vnějšími (z hlediska vozidla) konci ramen je závěs kola s rejdovým čepem a případně svislou vzpěrou. V závěsu je ložisko kola. Závěs s integrovaným diskem obvykle neumožňuje, aby bylo kolo řízeno. Pokud je potřeba řízení kola (přední náprava), používá se šroubové řešení.
Kvůli odolnosti vůči zátěži v podélném směru, jako je akcelerace a brzdění, potřebují ramena na konci u skeletu dva otočné nebo kulové klouby.
Na konci u závěsu kola se typicky používá jeden kulový kloub, kdy se řídicí síly přenášejí přes řídicí rameno a kyvná ramena mají tvar A nebo L. Rameno ve tvaru L je na osobních vozidlech obecně preferováno, protože umožňuje lépe vyladit kompromis mezi ovladatelností a komfortem. Čepy v jedné ose s kolem jsou poměrně tuhé z hlediska zátěže v ostrých obloucích, zatímco čepy mimo osu jsou měkčí a dovolují kolu pod podélnou zátěží vybočovat. Pro zadní nápravy lze použít dva klouby na obou koncích ramen, čímž pak z půdorysného pohledu připomínají spíše tvar H.
Z bočního pohledu jde o čtyřprvkovou nápravu a je snadné vyřešit zisk odklonu (viz odklon kola) a další parametry pro danou sadu umístění jednotlivých kloubů.
Různé klouby nemusí být na vodorovných osách, rovnoběžně s osou vozidla. Pokud jsou nastaveny do úhlu, umožňují vozidlu odolávat přenášení váhy na zadní (při akceleraci), resp. přední (při brzdění) nápravu.
Výhodou rovnoběžníkové nápravy je, že je velmi snadné vyhodnotit účinek přemístění každého kloubu, takže lze jednoduše ladit kinematiku nápravy a optimalizovat pohyb kola. Rovněž je snadné řešit zátěž různých částí a optimalizovat tak odlehčování jednotlivých částí. Tato náprava také poskytuje možnost záporného zisku odklonu po celé dráze kola, kdežto náprava MacPherson umožňuje záporný odklon jen na začátku dráhy a při velkém poklesu kola přechází v kladný odklon.
Nevýhodou je větší složitost oproti jiným systémům, jako je náprava MacPherson.
Před obdobím dominance pohonu předních kol v 80. letech 20. století, používalo mnoho běžných vozidel rovnoběžníkovou přední nápravu nebo její variaci. Od té doby převládla náprava MacPherson, která je jednodušší a levnější při výrobě. Rovnoběžníková náprava se obvykle považuje za vynikající z hlediska dynamických charakteristik, schopnosti zvládat zátěž a stále se vyskytuje u vysoce výkonných vozidel.
Robert (Bob) Sweat z MetalCraft Products, dříve Romulus, Michigan, vyvinul konstrukci rovnoběžníkové nápravy v 50. letech 20. století jako nezávislý dodavatel Chrysler Automotive. Předtím pouze Ford měl něco, co mělo blízko k nezávislému zavěšení kol.

## Částečný seznam vozidel s úplnou rovnoběžníkovou nápravou
Vozidla s rovnoběžníkovou nápravou vpředu i vzadu.
| Výrobce     | Šasí              | Model(y)        | Rok(y)         |
| ----------- | ----------------- | --------------- | -------------- |
| Ford        |                   | Falcon          |                |
| Mazda       | NA, NB, NC, SE    | Miata, RX-8     | 1990+          |
| Lexus       |                   | LS460           | 2007           |
| Lexus       |                   | LS430           | 2004           |
| Lexus       |                   | LS400           | 1998           |
| Lexus       |                   | IS300/250/350   | 2005/2006-2008 |
| Honda       | CA/CB             | Accord          | 1986–1993      |
| Honda       | CD/CG/CM          | Accord          | 1994–2008      |
| Honda       | EC/ED/EE/EF/EG/EK | Civic           | 1988–2001      |
| Honda       | EM                | Civic           | 1999–2000      |
| Honda       | AP1/AP2           | S2000           | 2000–2008      |
| Rover/MG    |                   | 400, 45/ZS, 600 | 1995–2005      |
| McLaren     |                   | F1              |                |
| Ferrari     |                   | F50             |                |
| Koenigsegg  |                   | Všechny modely  |                |
| Rolls-Royce |                   | Phantom         |                |